# Deutsche Meisterschaften im Bahnradsport 2013

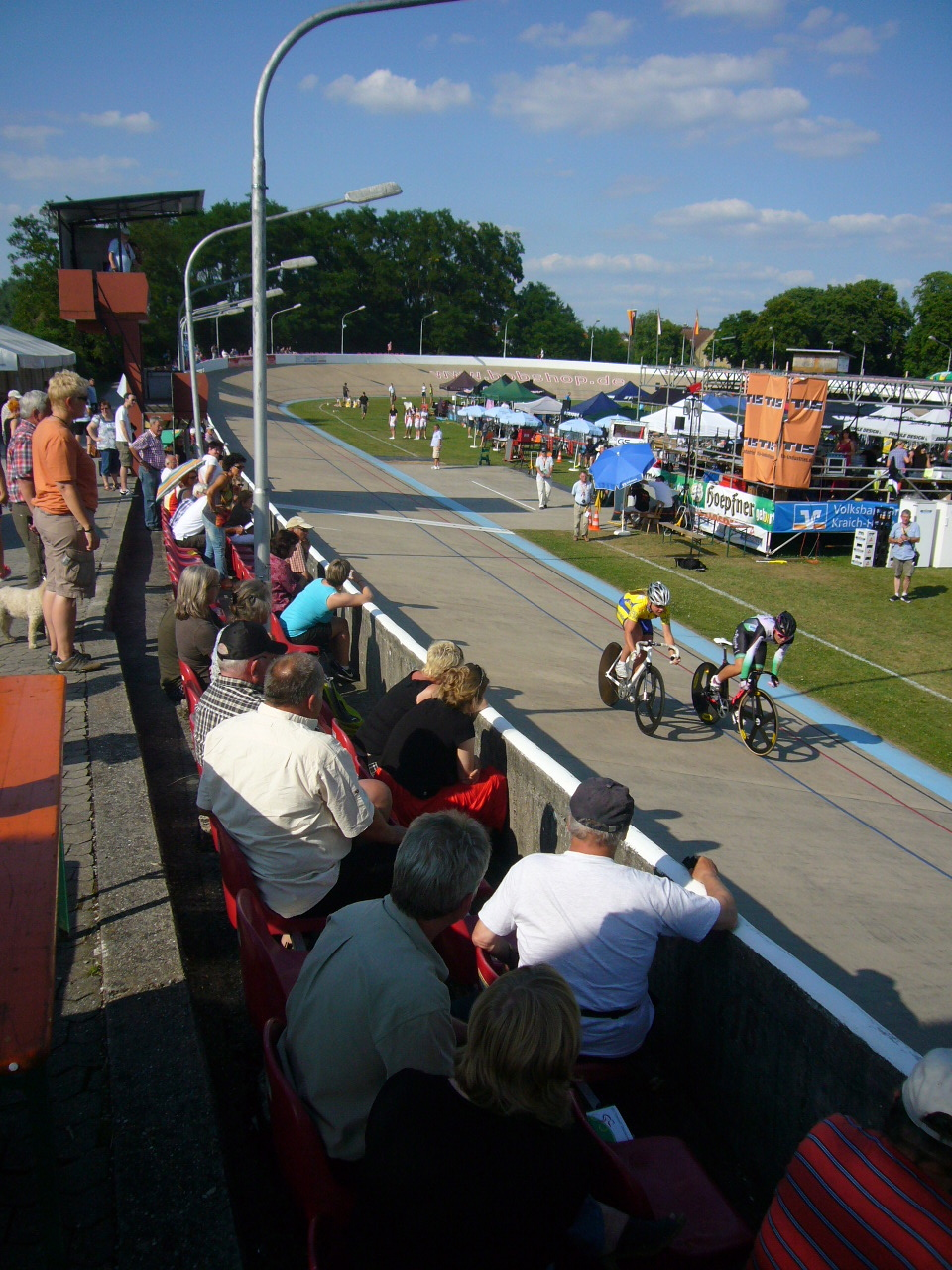
Die Radrennbahn während der Meisterschaften

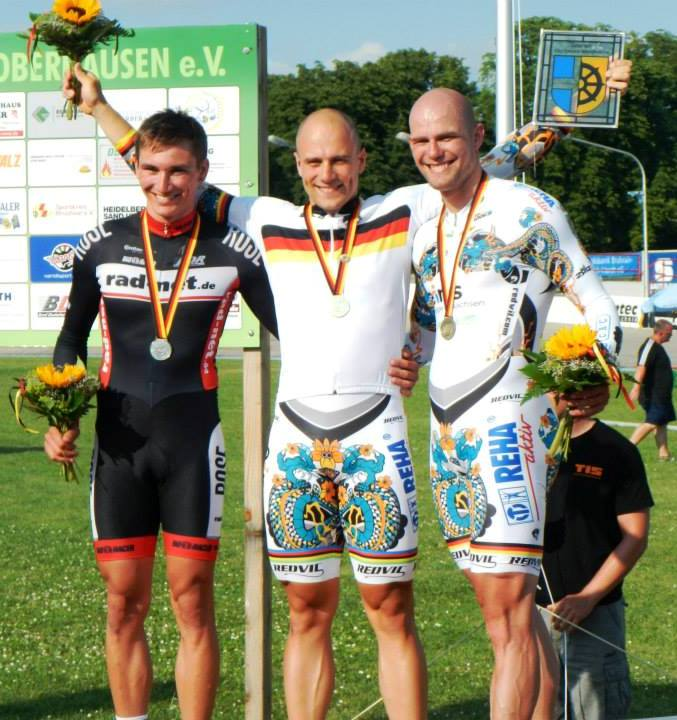
Maximilian Levy gewann das 1000-Meter-Zeitfahren vor Lucas Liß (l.) und Sascha Hübner

Die 127. Deutschen Meisterschaften im Bahnradsport fanden vom 10. bis 17. Juli 2013 auf der Radrennbahn Oberhausen in Oberhausen-Rheinhausen statt.

## Ergebnisse

### Sprint
| Männer |                   |                    |
| #      | Name              | Verein             |
|        | Robert Förstemann | SSV Gera 1990      |
|        | Maximilian Levy   | Team Erdgas.2012   |
|        | René Enders       | RSC Turbine Erfurt |

| Frauen |                |                    |
| #      | Name           | Nationalität       |
|        | Kristina Vogel | Team Erdgas.2012   |
|        | Miriam Welte   | RSC Kaiserslautern |
|        | Daniela Gaß    |                    |

### Keirin
| Männer |                   |                    |
| #      | Name              | Verein             |
|        | Maximilian Levy   | Team Erdgas.2012   |
|        | René Enders       | RSC Turbine Erfurt |
|        | Robert Förstemann | SSV Gera 1990      |

| Frauen |                |                    |
| #      | Name           | Nationalität       |
|        | Kristina Vogel | Team Erdgas.2012   |
|        | Miriam Welte   | RSC Kaiserslautern |
|        | Daniela Gaß    |                    |

### Teamsprint
| Männer |                                                      |                                         |
| #      | Name                                                 | Verein                                  |
|        | Richard Aßmus René Enders Robert Förstemann          | RV Elxleben RSC Turbine Erfurt SSV Gera |
|        | Pascal Ackermann Christopher Muche Domenic Weinstein |                                         |

| Frauen |                                  |                                     |
| #      | Name                             | Verein                              |
|        | Kristina Vogel Miriam Welte      | Team Erdgas.2012 RSC Kaiserslautern |
|        | Lisa-Maria Wiedemann Daniela Gaß |                                     |

### Zeitfahren
| Männer (1000 Meter) |                 |                  |
| #                   | Name            | Verein           |
|                     | Maximilian Levy | Team Erdgas.2012 |
|                     | Lucas Liß       |                  |
|                     | Sascha Hübner   | Team Erdgas.2012 |

| Frauen (500 Meter) |                |                     |
| #                  | Name           | Nationalität        |
|                    | Miriam Welte   | RSC Kaiserslautern  |
|                    | Kristina Vogel | Team Erdgas.2012    |
|                    | Janine Bubner  | RK Endspurt Cottbus |

### Einerverfolgung
| Männer (4000 m) |                  |           |
| #               | Name             | Verein    |
|                 | Stefan Schäfer   |           |
|                 | Maximilian Beyer | SC Berlin |
|                 | Lucas Liß        |           |

| Frauen (3000 m) |                |                                |            |
| #               | Name           | Verein                         | Zeit (min) |
|                 | Lisa Klein     | Cervélo Bigla Pro Cycling Team | 3:48,892   |
|                 | Tatjana Paller | Equipe Velo Oberland           | 3:59,007   |
|                 | Lisa Küllmer   | RSC Cottbus                    | 3:56,234   |

### Mannschaftsverfolgung
| Männer |                                                           |                             |
| #      | Name                                                      | Verein/Team                 |
|        | Roger Kluge Felix Donath Franz Schiewer Stefan Schäfer    |                             |
|        | Christian Grasmann Marcel Kalz Leif Lampater Nico Heßlich | RSV Irschenberg RSC Cottbus |
|        | Lucas Liß Theo Reinhardt Nils Schomber Kersten Thiele     |                             |

### Punktefahren
| Männer |                  |                 |
| #      | Name             | Verein/Team     |
|        | Marcel Kalz      | RSV Irschenberg |
|        | Maximilian Beyer | SC Berlin       |
|        | Leif Lampater    | RSV Irschenberg |

| Frauen |                    |                             |
| #      | Name               | Verein/Team                 |
|        | Lisa Fischer       | RV Elxleben                 |
|        | Daniela Gaß        |                             |
|        | Stephanie Borscher | Athletik Club 1892 Weinheim |

### Zweier-Mannschaftsfahren (Madison)
| Männer |                                |                             |
| #      | Name                           | Verein                      |
|        | Leif Lampater Nico Heßlich     | RSV Irschenberg RSC Cottbus |
|        | Marco Mathis Christopher Muche |                             |
|        | Marcel Barth Erik Mohs         | - RV Germania Delitzsch     |